# Zaharira Harifai

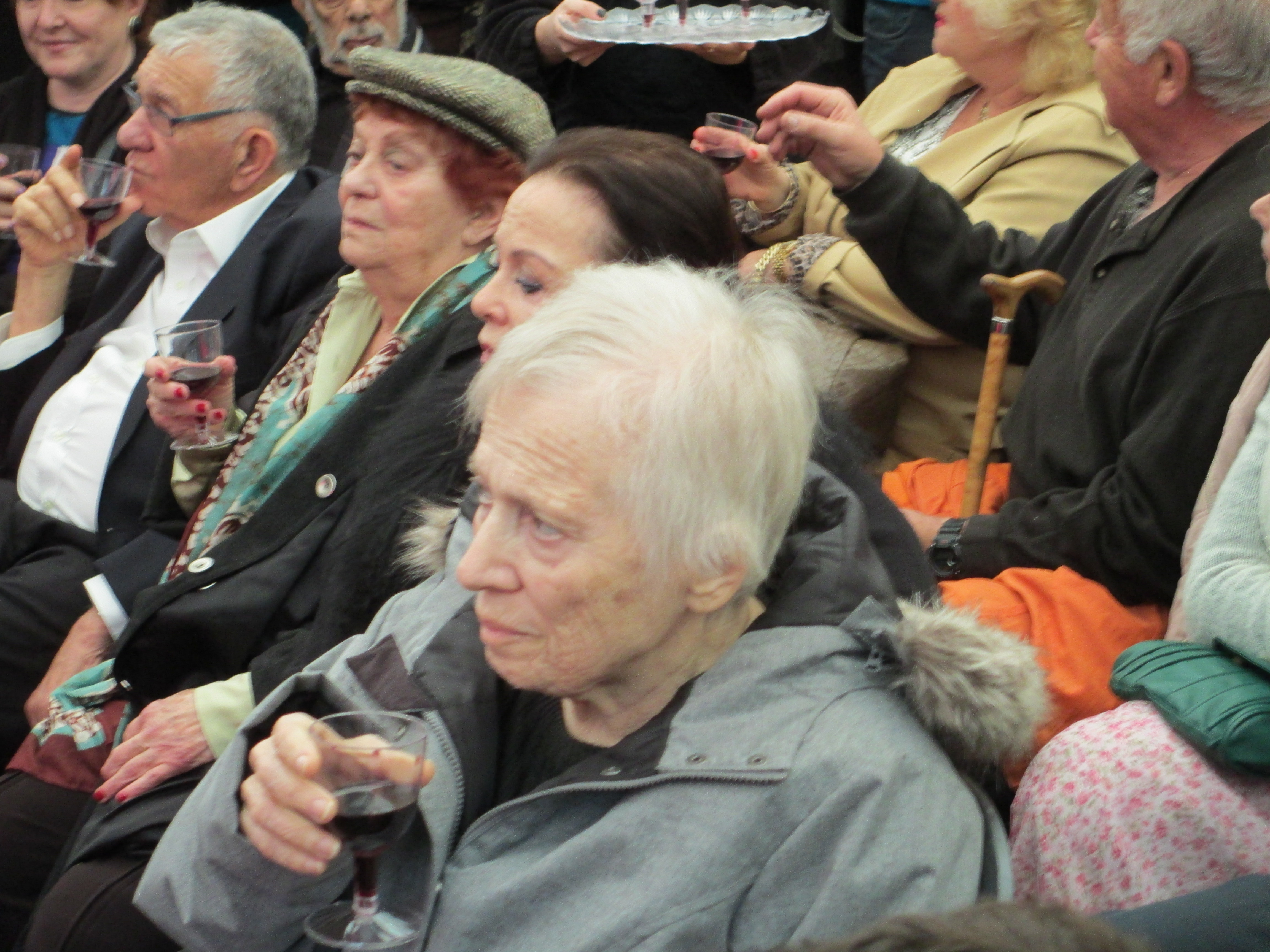
Zaharira Harifai

Zaharira Harifai (Hebreeuws: זהרירה חריפאי) (Jaffa, 12 december 1929 – Tel Aviv, 2 januari 2013) was een Israëlische actrice.
Haar vader, een uit Rusland afkomstige journalist, overleed toen ze vier jaar oud was. Harifai voltooide in 1946 een opleiding aan Mikveh Yisrael, de oudste landbouwschool van Israël, en werd vervolgens opgenomen in de eerste brigade van de Palmach, de elite-eenheid van het Joodse ondergrondse leger de Hagana ten tijde van het mandaatgebied Palestina. Ze leerde het acteervak op de Hadramati School, de toneelschool van het Cameri Theater in Tel Aviv. Van 1968 tot aan haar overlijden was ze lid van het toneelgezelschap van dit theater.
Volgens The Jerusalem Post was ze een van de meest gelauwerde actrices van Israël. Zo werd ze in 2003 voor haar werk onderscheiden met de Israëlprijs voor Theater en kreeg ze in 2011 een prijs voor beste actrice in het theater voor haar rol in een toneelstuk van de Israëlische toneelschrijfster Anat Gov genaamd Happy End. In 2007 werd ze genomineerd voor haar bijrol in de film Jellyfish.
Zaharira Harifai overleed de dag na nieuwjaarsdag 2013 op 83-jarige leeftijd ten gevolge van kanker. In het Cameri Theater werd een herdenkingsbijeenkomst voor haar gehouden. Ze ligt begraven op de begraafplaats van Givat HaShlosha, een kibboets in de buurt van de stad Petach Tikwa.

## Familie
Haar echtgenoot Shlomo Shva is schrijver en haar dochter Aya Shva is regisseuse en actrice.